# Hưng Kinh
Hưng Kinh (phiên âm tiếng Mãn: Hetu ala, giản thể: 兴京; phồn thể: 興京; bính âm: Xīng Jīng), dịch danh theo tiếng Mãn thành Hách Đồ A Lạp (赫圖阿拉) hoặc Hách Đồ A Lạt, Hắc Đồ A Lạt, ý là "hoành cương" (sườn núi ngang), nay thuộc khu phố cổ của trấn Vĩnh Lăng, huyện Tân Tân của tỉnh Liêu Ninh. Năm 1616, (năm Vạn Lịch thứ 44 của nhà Minh), Nỗ Nhĩ Cáp Xích lập nước Hậu Kim, xưng hãn và kiến đô tại đây. Năm 1636, (năm Sùng Đức thứ 1, năm Sùng Trinh thứ 9), Thanh Thái Tông Hoàng Thái Cực hạ lệnh Hách Đồ An Lạp cải Hán danh thành Hưng Kinh.